# Chas Laborde
Pour les articles homonymes, voir Laborde.
Chas Laborde, pseudonyme de Charles Laborde, né le 8 août 1886 à Buenos Aires (Argentine) et mort le 30 décembre 1941 à Paris, est un écrivain, journaliste, graveur, peintre et illustrateur français.

## Biographie

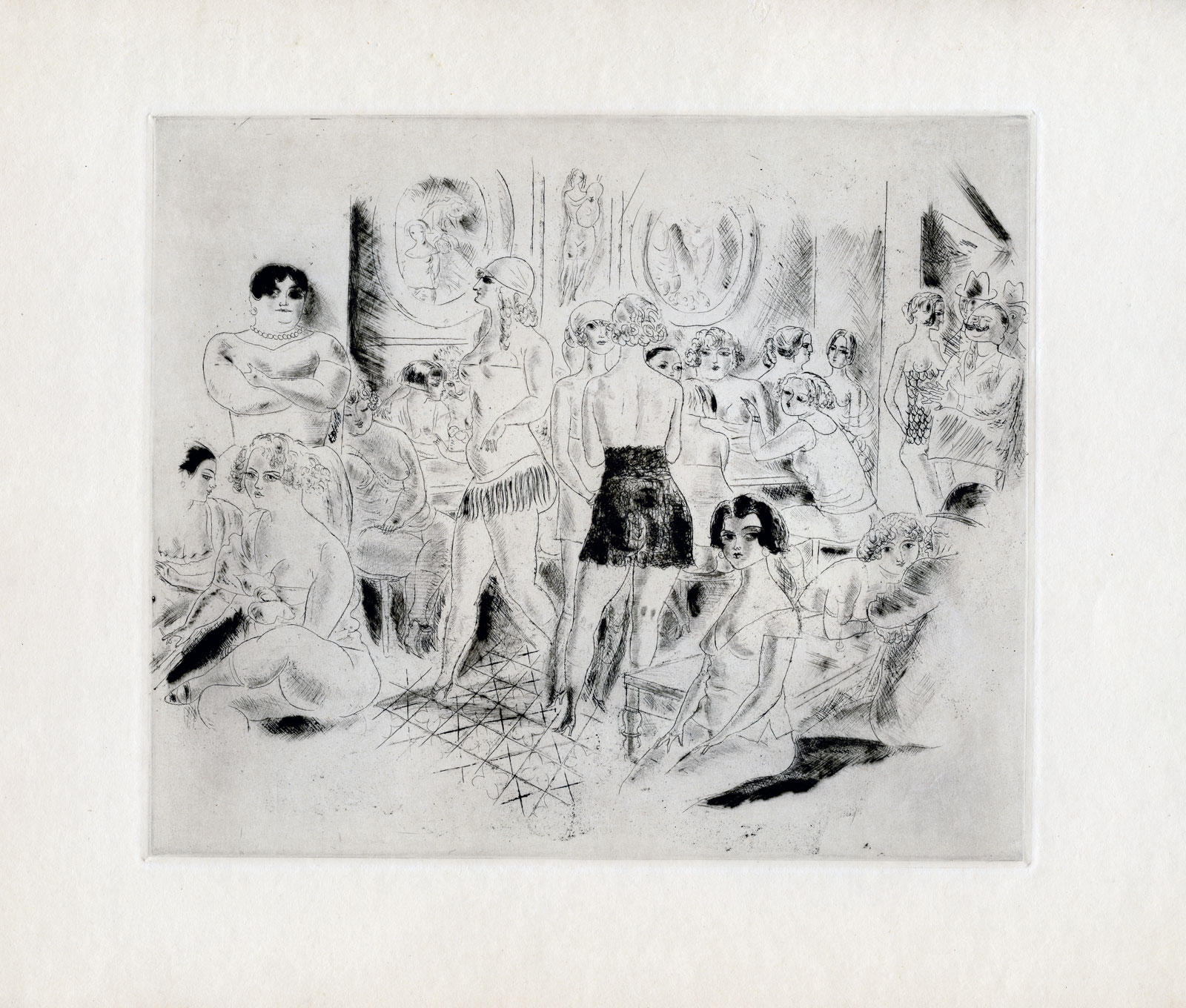
Les Poules (1925), pointe sèche.

Né le 8 août 1886 à Buenos Aires de parents français, Charles Laborde passe son enfance au château d'Escout dans le Béarn. 
Il est l'élève de William Bouguereau à l'Académie Julian et de Luc-Olivier Merson à l'École beaux-arts de Paris, il se fait connaître pour ses nus.
L'artiste se fait connaître sous le pseudonyme de Chas Laborde. Il contribue à la plupart des journaux de son temps comme Le Rire (dont Le Rire Rouge), L'Assiette au Beurre, Le Sourire, La Baïonnette, la Gazette du Bon Ton, Comœdia, Der Querschnitt, Vogue, Vanity Fair, La Chronique filmée du mois, Paris Toujours, Le Courrier français, Le Crapouillot, Le Figaro, Paris-Midi, Paris-Soir…
En plus d'un travail d'illustrateur prolifique — plus de 60 ouvrages référencés —, il réalise des dessins publicitaires et des décors de théâtre.
Il est en couple avec la parfumeuse Germaine Cellier.
Charles Laborde meurt le 30 décembre 1941 à Paris. 
En janvier 1942, Marcel Aymé lui rend hommage en disant qu'il était « l'un des plus grands dessinateurs de notre temps et peut-être le plus grand ».

## Ouvrages illustrés
Chas Laborde a notamment illustré :
- Bob et Bobette s'amusent de Francis Carco, Albin Michel, 1919 ;
- Jésus la Caille de Francis Carco ; édition complète ornée de trois dessins gravés sur bois par Jules Germain ; chez Ronald Davis & Cie, Paris, 1920 ;
- Le Nègre Léonard & Maitre Jean Mullin de Pierre Mac Orlan, illustrations en couleurs gravées sur bois par Robert Dill, éditions de la Banderole, 1920 ;
- Jocaste et le chat maigre d’Anatole France, La Banderole, 1921 ;
- Les Innocents de Francis Carco, Renaissance du Livre , 1921 ;
- L'Homme traqué de Francis Carco, illustré de 14 eaux-fortes, Librairie des Champs Élysées, 1929 ;
- L'Ingénue Libertine de Colette, éditions Henri Jonquières, 1922 ;
- L'Inflation Sentimentale de Pierre Mac Orlan, La Renaissance du Livre, 1923 ;
- Malice Pierre Mac Orlan. Éditions Henri Jonquières, 1924 ;
- Claudine en Ménage. Colette. Éditions Henri Jonquières, 1924 ;
- Bubu de Montparnasse. Charles Louis Philippe. Éditions Kra, 1924, lire en ligne sur Gallica ;
- Tendres Stocks. Paul Morand. Emile Paul, 1924 ;
- Fermina Marquez. Valery Larbaud. Édition Emile-Paul Frères, 1925 ;
- Rien qu'une Femme Francis Carco, La Roseraie, 1925 ;
- Claudine à l'École Colette, Éditions Henri Jonquières, 1925 ;
- Claudine à Paris. Colette, Éditions Henri Jonquières, 1925 ;
- Claudine s'en va. Colette, Éditions Henri Jonquières, 1925 ;
- La Belle Journée. Jacques de Lacretelle. Au Sans Pareil, 1925 ;
- Rues et Visages de Paris. Valery Larbaud. Éditions de la Roseraie, 1926 ;
- Juliette au pays des hommes. Éditions Emile-Paul, 1926 ; lire en ligne sur Gallica
- Les Innocentes ou la sagesse des femmes de la Comtesse de Noailles, Les Arts et les Livres, 1926 ;
- Les Pendus au Réverbère Guy Laborde. Éditions Henry Parville, 1926 ;
- Les Jeux du Demi-Jour, Pierre Mac Orlan. NRF, 1927 ;
- Éloge de la Folie, Érasme. Éditions Terquem, 1927. Accompagnent ce texte 44 eaux fortes et 28 remarques[Quoi ?] ;
- Éloge de la Folie, Érasme. Éditions Terquem, 1927. Accompagnent ce texte 10 compositions en couleurs ;
- Terpsichore, Philippe Soupault. Éditions Emile Hazan, 1928 ;
- Album Napolitain Jacques de Lacretelle. Éditions Emile Hazan, 1928 ;
- Les Innocents Francis Carco. Plon, 1928 ;
- Rues et Visages de Londres. Pierre Mac Orlan, 1928 ;
- Nana Zola. Éditions Henri Jonquières, 1929, lire en ligne sur Gallica ;
- Rues et Visages de Berlin. Jean Giraudoux. Éditions de la Roseraie, 1930, lire en ligne sur Gallica ;
- Maria Lani. Éditions Quatre Chemins, 1929. 51 Planches dont une de Chas Laborde avec Bonnard, Braque, Chagall, Chirico, Derain, Foujita, Matisse ;
- D'Ariane à Zoe. Alphabet galant et sentimental... par 26 écrivains et autant d'artistes 1930. Textes de Valry Larbaud, Giraudoux, Paul Morand, Colette, Mauriac, Paul Valery...) Dessins de Raoul Dufy, Marie Laurencin, Daragnes, Chas Laborde ;
- Mon amie Nane Paul-Jean Toulet. Éditions du Nord, 1930 ;
- Histoire de la bienheureuse Raton, fille de joie. Fernand Fleuret. Éditions Mornay, 1931, lire en ligne sur Gallica ;
- La Porte Ouverte. Chas Laborde. Éditions Henri Jonquières, 1931 ;
- Les Civilises. Claude Farrère. Atelier du Livre, 1932 ;
- Œuvres Complètes illustrées de Guy de Maupassant. Librairie de France. Tomes VII et X, 1934-1935 ;
- La Naïade. Fernand Fleuret. Éditions Laboratoires Reaubourg, 1935 ;
- La Jument verte de Marcel Aymé, NRF, 1935 ;
- Rues et Visages de Moscou. La Chronique filmée du mois. Préface de Mac Orlan et portrait de Jean Oberlé, 1935 ;
- Révolution Espagnole. La Chronique filmée du mois, 1936 ;
- Les Démons Gardiens. Pierre Mac Orlan. Lacourière, 1937 ;
- Les boulevards, Gérard Bauër, co-illustré avec Carlos-Reymond, Imprimerie Daragnès, 1937 ;
- Le diable dans la rue. Pierre Mac Orlan. Éd. Librairie de France, 1939 ;
- Le diable chez la Marquise. E de Grammont. Éd. Librairie de France, 1939 ;
- Liaisons Dangereuses. Choderlos de Laclos. Éd. The Nonesuch Press. Londres, 1940 ;
- Alain ou la fève enchantée de H. Champly, La bonne équipe, 1941 ;
- Théodore et le petit Chinois. Chas Laborde, 1943 ;
- Lettres Persanes. Montesquieu. Éd. Littéraires de France, 1943 ;
- Barnabooth. Valery Larbaud. NRF, 1944 ;
- Rues et visages de New-York de Paul Morand, Lacourière, 1950 ;
- École de Patience, préface de Mac Orlan et présentation de Guy Laborde. La première guerre mondiale vue et dessinée par Chas Laborde. Éd. La Voile Latine, 1951.